# داویت تر-آوانسیان
داویت وارطانی تر-آوانسیان (ارمنی: Դավիթ Վարդանի Տեր-Ավանեսյան؛  زادهٔ ۱۴ دسامبر ۱۹۰۹ - درگذشته ۲۱ مهٔ ۱۹۷۹) دانشمند متخصص در زمینه باغبانی علمی و ژنتیک اهل ارمنستان بود. وی از تاریخ ۱۹۷۰ تا تاریخ ۱۹۷۹ ریاست کتابخانه آکادمی علوم روسیه را برعهده داشت.

## زندگی‌نامه
وی در ۲۷ دسامبر [سبک قدیمی: ۱۴ دسامبر] ۱۹۰۹ در عشق‌آباد به دنیا آمد و از آکادمی دولتی کشاورزی آذربایجان (۱۹۳۳) و انستیتو صنعت گیاهی فارغ‌التحصیل گشت. وی همچنین برندهٔ جوایزی همچون نشان پرچم سرخ کار شده است. وی در ۲۱ مهٔ ۱۹۷۹ در سن ۶۹ سالگی در لنینگراد درگذشت.

## یادداشت
1. ↑  կենսաբանական գիտությունների դոկտոր